# ليبرالية
اللِّبرالية أو اللِّيبرالية هي فلسفة سياسية أو رأي سائد تأسست على أفكار الحرية والمساواة. وتشدد الليبرالية الكلاسيكية على الحرية في حين أن المبدأ الثاني وهو المساواة يتجلى بشكل أكثر وضوحاً في الليبرالية الاجتماعية. يتبنى الليبراليون مجموعة واسعة من الآراء تبعاً لفهمهم لهذين المبدأين، ولكن يدعم الليبراليون بصفة عامة أفكاراً مثل حرية التعبير، وحرية الصحافة، والحرية الدينية ، والسوق الحر، والحقوق المدنية، والمجتمعات الديمقراطية، والحكومات العلمانية ومبدأ الأممية.
برزت الليبرالية كحركة سياسية خلال عصر التنوير، عندما أصبحت تحظى بشعبية بين الفلاسفة والاقتصاديين في العالم الغربي. رفضت الليبرالية المفاهيم الشائعة في ذلك الوقت من امتياز وراثي، ودين دولة، وملكية مطلقة والحق الإلهي للملوك. غالباً ما يُنسب لفيلسوف القرن السابع عشر جون لوك الفضل في تأسيس الليبرالية باعتبارها تقليداً فلسفياً مميزاً. جادل لوك بأن لكل إنسان الحق الطبيعي في الحياة والحرية والتملك، وأضاف أن الحكومات يجب ألاّ تنتهك هذه الحقوق وذلك بالاستناد إلى العقد الاجتماعي. يعارض الليبراليون المُحافَظة التقليدية ويسعون لاستبدال الحكم الديكتاتوري المطلق في الحكومة بديمقراطية تمثيلية وسيادة القانون.
استخدم الثوريون البارزون في كل من الثورة المجيدة، والثورة الأمريكية والثورة الفرنسية الفلسفة الليبرالية ليبرروا الإطاحة المسلحة لما رأوا أنه حكم استبدادي. بدأت الليبرالية بالانتشار بسرعة خاصةً بعد الثورة الفرنسية. شهد القرن التاسع عشر تأسيس حكومات ليبرالية في دول أوروبا، وأمريكا الجنوبية وأمريكا الشمالية. في هذه الفترة، كان الخصم الأيديولوجي المهيمن لليبرالية الكلاسيكية هو المُحافظة، ومع ذلك نجت الليبرالية من تحديات أيديولوجية كبرى من معارضين جدد مثل الفاشية والشيوعية. خلال القرن العشرين، انتشرت الأفكار الليبرالية أبعد من ذلك حيث وجدت الديمقراطيات الليبرالية نفسها على الجانب المنتصر في كلتا الحربين العالميتين. في أوروبا وأمريكا الشمالية، أصبح تأسيس الليبرالية الاجتماعية عنصراً رئيسياً في التوسع في دولة الرفاهية. تستمر اليوم الأحزاب الليبرالية بامتلاك سلطة ونفوذ في جميع أنحاء العالم الديمقراطي.

## نشأتها
خلال القرن السابع عشر الميلادي، أو خلال ما يُعرف بعصر التنوير، تجلت الليبرالية كحركة سياسية مستقلة حيث أصبحت شائعة جداً بين الفلاسفة وعلماء الاقتصاد في العالم الغربي. اعترضت الليبرالية على أفكار شائعة في ذاك الزمان كالمزايا الموروثة، تدين الدولة، الملكية المطلقة، وحق الملوك الإلهي. يُعتبر المفكر الإنجليزي جون لوك المؤسس لليبرالية كفلسفة مستقلة، فقد كانت فلسفته تقول بأن للفرد حق طبيعي في الحياة، الحرية، والملكية الخاصة، ووفقاً لنظرية العقد الاجتماعي، فإنه يتوجب على أي حكومة ألا تضطهد أياً من هذه الحقوق الطبيعية للفرد. كان الليبراليون معارضين للفلسفة المحافظة التقليدية وسعوا إلى استبدال الحكومات المطلقة بالجمهورية الديمقراطية.
انتهج قادة الثورة الأميركية والثورة الفرنسية المنهج الليبرالي، ورأوا فيه مبرراً للإطاحة بالحكومات الدكتاتورية الطاغوتية -على حد تعبيرهم-. كما أن القرن التاسع عشر الميلادي شهد قيام حكومات ليبرالية على نطاق أوروبا وأميركا الشمالية. في تلك الفترة، كانت الفلسفات المحافظة الكلاسيكية في صراع مع الليبرالية.
في القرن العشرين، انتشرت الأفكار الليبرالية بشكل أوسع خصوصاً أن الجانب الليبرالي الديمقراطي كان هو الجانب الرابح في كلا الحربين العالميتين كما أن الليبرالية ظهرت متحدية لفلسفات أُخرى كالفاشية والشيوعية في أوروبا والولايات المتحدة.
أصبحت الليبرالية الكلاسيكية أقل شيوعاً ومهدت الطريق لليبرالية الاشتراكية حتّى أنّ مفهوم الليبرالية نفسه تغير فوفقاً للموسوعة البريطانية فإن مصطلح الليبرالية أصبح متوازياً مع الرئاسات الراعية لسياسات الضمان الاجتماعي مثل رئاسة فرانكلين روزفلت، بينما في أوروبا فإن المصطلح يبدو أكثر استخداماً كمصطلح كلاسيكي يعتقد بمحدودية صلاحيات الحكومة والسوق الحر ولذلك فإن الفلسفة الليبرالية الكلاسيكية أصبحت تُعرف بالليبرتارية في الولايات المتحدة.
وبخصوص العلاقة بين الليبرالية والأخلاق أو الليبرالية والدين فإن الليبرالية لا تأبه لسلوك الفرد ما دام محدوداً في دائرته الخاصة من الحقوق والحريات ولكنها صارمة خارج ذلك الإطار فالليبرالية تتيح للشخص أن يمارس حرياته ويتبنى الأخلاق التي يراها مناسبة ولكن إن أصبحت ممارساته مؤذية للآخرين مثلاً فإنه يحاسب على تلك الممارسات قانونياً، كما تتيح الليبرالية للفرد حرية الفكر والمعتقد.
ترى الليبرالية أن الفرد هو المعبر الحقيقي عن الإنسان بعيداً عن التجريدات والتنظيرات، ومن هذا الفرد وحوله تدور فلسفة الحياة برمتها، وتنبع القيم التي تُحدد الفكر والسلوك معاً فالإنسان يخرج إلى هذه الحياة فرداً حراً له الحق في الحياة والحرية وحق الفكر والمعتقد والضمير بمعنى حق الحياة كما يشاء ووفق قناعاته لا كما يُشاء له، فالليبرالية لا تعني أكثر من حق الفرد -الإنسان- أن يحيا حراً كامل الاختيار وما يستوجبه من تسامح مع غيره لقبول الاختلاف، حيث تُعتبر الحرية والاختيار هما حجر الزاوية في الفلسفة الليبرالية، ولا نجد تناقضاً هنا بين مختلفي منظريها مهما اختلفت نتائجهم من بعد ذلك.

## تاريخ الليبرالية
تطورت الليبرالية عبر أربعة قرون ابتداءً من القرن السادس عشر حيث ظهرت نتيجة الحروب الدينية في أوربا لوقف تلك الصراعات باعتبار أن رضا المحكوم بالحاكم هو مصدر شرعية الحكم وأن حرية الفرد هي الأصل، وقد اقترح الفلاسفة توماس هوبز وجون لوك وجان جاك روسو وإيمانويل كانت نظرية العقد الاجتماعي والتي تفترض أن هنالك عقداً بين الحاكم والمحكوم وأن رضا المحكوم هو مبرر سلطة الحاكم، وبسبب مركزية الفرد في الليبرالية فإنها ترى حاجة إلى مبرر لسلطة الحاكم وبذلك تعتبر نظرية العقد الاجتماعي ليبرالية رغم أن بعض أفكار أنصارها مثل توماس هوبز وجان جاك روسو لم تكن متفقة مع الليبرالية.
كان هوبز سلطوي النزعة سياسياً، ولكن فلسفته الاجتماعية، بل حتى السلطوية السياسية التي كان يُنظر لها، كانت منطلقة من حق الحرية والاختيار الأولي. لوك كان ديموقراطي النزعة، ولكن ذلك أيضاً كان نابعاً من حق الحرية والاختيار الأولي. وبنثام كان نفعي النزعة، ولكن ذلك كان نابعاً أيضاً من قراءته لدوافع السلوك الإنساني (الفردي) الأولى، وكانت الحرية والاختيار هي النتيجة في النهاية.
ولإجمال التطور في الليبرالية على الصعيدين السياسي والاقتصادي، يمكن القول أن حقوق الفرد قد ازدادت وتبلورت عبر العصور حتى قفزت إلى المفهوم الحالي لحقوق الإنسان الذي تبلور بعد الحرب العالمية الثانية في الإعلان العالمي لحقوق الإنسان.
وقد يكون أهم تطور في تأريخ الليبرالية هو ظهور الليبرالية الاجتماعية بهدف القضاء على الفقر والفوارق الطبقية الكبيرة التي حصلت بعد الثورة الصناعية بوجود الليبرالية الكلاسيكية ولرعاية حقوق الإنسان حيث قد لا تستطيع الدولة توفير تلك الحقوق بدون التدخل في الاقتصاد لصالح الفئات الأقل استفادة من الحرية الاقتصادية.

## العلاقة بين الليبرالية والديمقراطية
تستند الليبرالية على الإيمان بالنزعة الفردية القائمة على حرية الفكر والتسامح واحترام كرامة الإنسان وضمان حقه بالحياة وحرية الاعتقاد والضمير وحرية التعبير والمساواة أمام القانون ولا يكون هناك دور للدولة في العلاقات الاجتماعية، فالدولة الليبرالية تقف على الحياد أمام جميع أطياف الشعب ولا تتدخل فيها أو في الأنشطة الاقتصادية إلا في حالة الإخلال بمصالح الفرد.
وتقوم الديمقراطية الليبرالية على تكريس سيادة الشعب عن طريق الاقتراع العام وذلك للتعبير عن إرادة الشعب واحترام مبدأ الفصل بين السلطات التشريعية والقضائية والتنفيذية وأن تخضع هذه السلطات للقانون من أجل ضمان الحريات الفردية وللحد من الامتيازات الخاصة ورفض ممارسة السيادة خارج المؤسسات لكي تكون هذه المؤسسات معبرة عن إرادة الشعب باكمله.
ويظهر التقارب بين الليبرالية والديمقراطية في مسألة حرية المعارضة السياسية خصوصًا، فبدون الحريات التي تحرص عليها الليبرالية فإنه لا يمكن تشكيل معارضة حقيقية ودعايتها لنفسها وبالتالي لن تكون هنالك انتخابات ذات معنى ولا حكومة منتخبة بشكل ديمقراطي نتيجة لذلك.
لكن التباعد بينهما يظهر من ناحية اُخرى، فإن الليبرالية لا تقتصر على حرية الأغلبية بل هي في الواقع تؤكد على حرية الفرد بأنواعها وتحمي بذلك الأقليات بخلاف الديمقراطية التي تعطي السلطة للشعب وبالتالي يمكن للحكومة أن تحد من حريات الفرد بحسب ظروف المجتمع وتحوّل نظام الحكم إلى ما يدعى بالديمقراطية اللاليبرالية.
كذلك يرى بعض الكتـّأب مثل الأمريكي فريد زكريا أنه من الممكن وجود ليبرالية بدون ديمقراطية كاملة أو حتى بوجود السلطة بيد حاكم فرد وهو النظام الذي يعرف بالأوتوقراطية الليبرالية.

## السياسة الاقتصادية
الاقتصاد الحر أو اقتصاد السوق هو النظام الاقتصادي لليبرالية الكلاسيكية التي تكون الليبرالية الاقتصادية مكوّنا أساسيا فيها، وفكرة الاقتصاد الحر هو عدم تدخل الدولة في الأنشطة الاقتصادية وترك السوق يضبط نفسه بنفسه، والليبرالية كما أشرنا من قبل تعتمد بالأساس على فكرة الحرية الفردية، وإذا حاولنا أن نعرّف فكرة الاقتصاد الحر أو اقتصاد السوق بشكل إيجابي فسيكون التعريف هو أن الفرد ولد حرا حرية مطلقة وبالتالي فإن له الحرية في أن يقوم بأي نشاط اقتصادي. أما إذا قمنا بتعريف اقتصاد السوق بشكل سلبي فهو أن على الدولة ألا تقوم بأي نشاط اقتصادي يستطيع فرد أو مجموعة أفراد القيام به.
أما الليبرالية الاجتماعية فهي تؤيد تدخل الدولة في الاقتصاد وتعتمد نظام اقتصاد السوق الاجتماعي وتتخذ موقفا وسطا بين الرأسمالية المطلقة والاشتراكية حيث تسعى لتحقيق موازنة بين الحرية والمساواة وتحرص على تأهيل الناس للعمل كما تهتم بالخدمات الاجتماعية مثل التعليم والضمان الصحي.

## خصائص الليبرالية

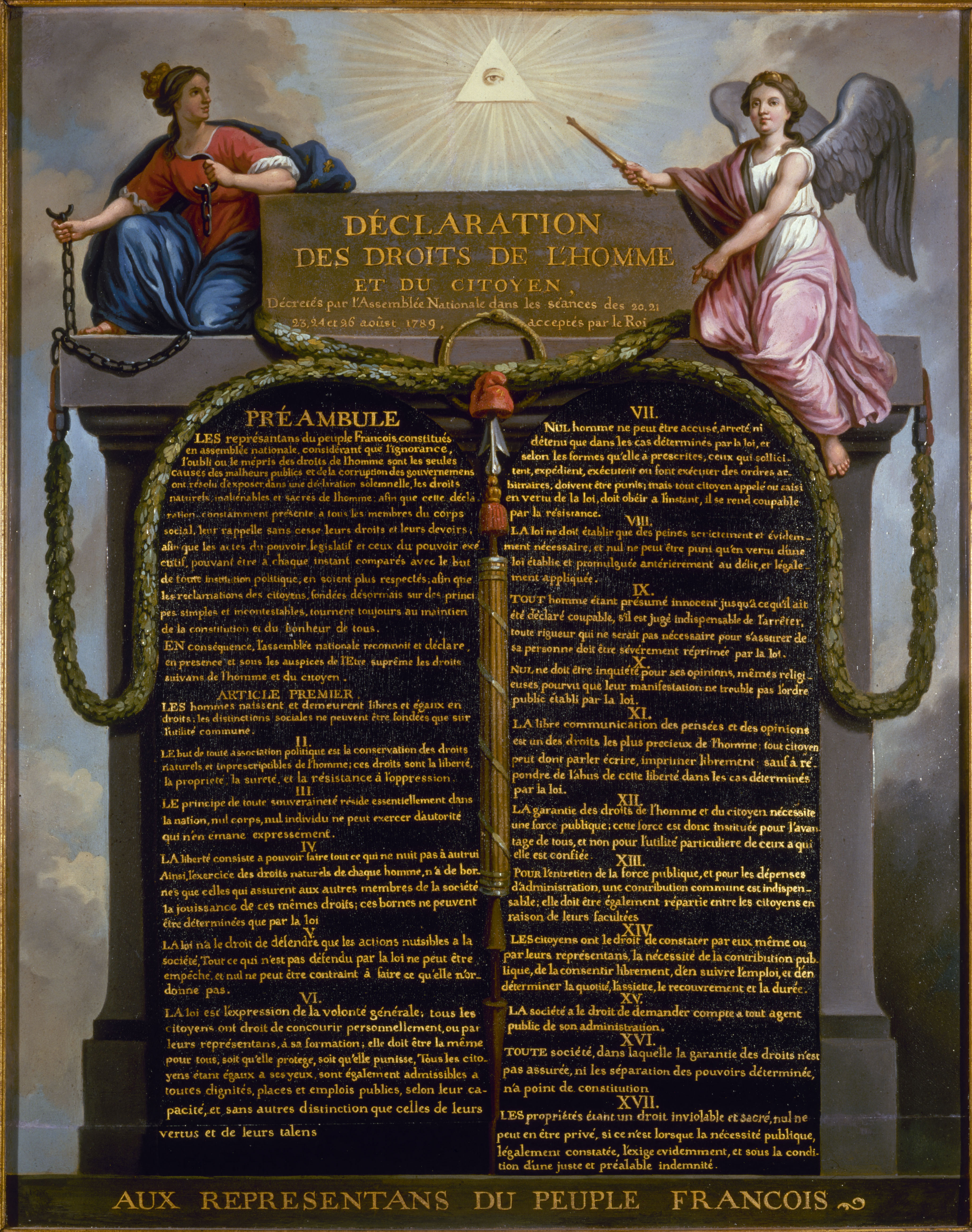
إعلان حقوق الإنسان والمواطن الليبرالية

عكس الراديكالية لا تعترف بمرجعية ليبرالية مقدسة؛ لأنها لو قدست أحد رموزها إلى درجة أن يتحدث بلسانها، أو قدست أحد كتبها إلى درجة أن تعتبره المعبر الوحيد أو الأساسي عنها، لم تصبح ليبرالية، ولأصبحت مذهبا من المذاهب المنغلقة على نفسها، مع اتفاق الليبراليين على أهمية حرية الفرد.
مرجعية الليبرالية هي في هذا الفضاء الواسع من القيم التي تتمحور حول الإنسان، وحرية الإنسان، وكرامة الإنسان، وفردانية الإنسان. الليبرالية تتعدد بتعدد الليبراليين. وكل ليبرالي فهو مرجع ليبراليته. وتاريخ الليبرالية مشحون بالتجارب الليبرالية المتنوعة، ومن حاول الإلزام سقط من سجل التراث الليبرالي.
- فردريك باستيا
- فريدريش فون حاييّك

وقد اثبتت دراسة حديثة أن الامر موجود في ذهن الانسان حول كونه ليبرالياً ام محافظا وقد اقيمت الدراسة حول مئات الاشخاص عبر تقييم أي الطرفين أكثر احتفاظاً بالصور السلبية والايجابية وذلك بعرض نوعين من الصور امامهما واعادة سؤالهم عن الصور.

## الليبرالية والدين

### الليبرالية الإسلامية
ظهرت العديد من التيارات الفكرية التي تدعو لليبرالية إسلامية غالبًا ما تدعو للتحرر من سلطة علماء الدين والفصل بين آراء علماء الدين الإسلامي وبين الإسلام ذاته، ويميلون لإعادة تفسير النصوص الدينية وعدم الأخذ بتفسيرات رجال الدين القدامى، حيث يرون أن الإسلام بعد تنقيته من هذه الآراء والتفسيرات فإنه يحقق الحرية للأفراد خاصة فيما يتعلق بحرية الرأي والتعبير وحرية الاعتقاد. لكن يرد عليهم العلماء المعادين لليبرالية بأن الليبرالية نشأت في مجتمع مقهور من قبل الكنيسة. وهي نتاج بشري لا يمكن مقارنته بما جاء من عند الله، حيث أن الإسلام جاء شاملا ويتمثل ذلك في القران الكريم الذي هو كلام الله ولا يحتاج إلى تعديل.

### الليبرالية المسيحية
المسيحية الليبرالية وتسمى أحيانا باللاهوت التحرري، هو مصطلح يغطي عادة الكثير من الحركات الفلسفية الدينية المسيحية التي ظهرت في أواخر القرن الثامن عشر وفي القرنين التاسع عشر والعشرين. وكلمة (الليبرالية) هنا لا تدل على حركة سياسية يسارية أو على مجموعة خاصة من العقائد، بل على حرية الجدل العملي في المسيحية والمرتبط بفروع الفلسفة الدينية المختلفة والذي نمى وتطور خلال عصر التنوير.

### الليبرالية اليهودية
الحركة الإصلاحية اليهودية، أصل نشأتها في القرن الثامن عشر الميلادي. يقول د. المسيري في مقال له : (يوجد إذن جانبان في اليهودية: واحد إنساني يقبل الآخر ويحاول التعايش معه وهو جانب أقل ما يوصف به أنه كان هامشياً، وجانب آخر غير إنساني عدواني يرفض الآخر تماماً. ولكن في القرن التاسع عشر ظهرت حركة الاستنارة اليهودية واليهودية الإصلاحية التي أكدت الجانب الإنساني وعمقته وحذفت من الصلوات اليهودية أية إشارات لإعادة بناء الهيكل وللعودة وللأرض المقدسة).

## الفلسفة
تُعد الليبرالية، سواء كتيار سياسي أو نمط فكري، ظاهرة حديثة في الغالب، بدأت في القرن السابع عشر، رغم أن بعض الأفكار الفلسفية الليبرالية كان لها جذور في العصور الكلاسيكية القديمة وفي الصين الإمبراطورية. أثنى الإمبراطور الروماني ماركوس أوريليوس على «فكرة الحكم القائم على المساواة في الحقوق، والمساواة في حرية التعبير، وعلى فكرة الحكومة الملكية التي تعطي احترام حرية المحكومين أولوية كبرى». تعرف الباحثون كذلك على عدد من المبادئ، المألوفة لدى الليبراليين المعاصرين، في أعمال العديد من السفسطائيين، وفي خطاب التأبين لبيركليس. تمثل الفلسفة الليبرالية نمط فكري عام، درس ونشر بعض المبادئ الأكثر أهمية وإثارة للجدل في العالم الحديث. وُصفت نتائجها العلمية والأكاديمية الهائلة «بالثراء والتنوع»، ولكن هذا التنوع غالبًا ما يعني أن الليبرالية لها أشكال مختلفة، وتشكل تحديًا لمن يبحث عن تعريف واضح.
تنقسم ليبرالية القارة الأوروبية بين المعتدلين والتقدميين، مع ميل المعتدلين إلى النخبوية ودعم التقدميين لعولمة البنى الأساسية كالاقتراع العمومي والتعليم العام وتوسيع حقوق الملكية. حل المعتدلون، بمرور الوقت، محل التقدميين، بوصفهم الحراس الرئيسيين لليبرالية القارة الأوروبية.

## الموضوعات الرئيسية
رغم أن جميع المذاهب الليبرالية تملك إرثًا مشتركًا، فإن الباحثين كثيرًا ما يفترضون أن هذه المذاهب تتضمن «تيارات فكرية منفصلة ومتناقضة في كثير من الأحيان». اختلفت أهداف المنظرين والفلاسفة الليبراليين عبر العصور والثقافات والقارات المختلفة. قد تستمد الليبرالية تنوعها من النعوت العديدة التي ألصقها المفكرون والحركات الليبرالية على مصطلح «الليبرالية» ذاته، من بين ذلك، على سبيل المثال لا الحصر، الكلاسيكية، والمساواتية، والاقتصادية، والاجتماعية، ودولة الرفاهية، والأخلاقية، والإنسانية، والأخلاق الواجبة، والكمالية، والديمقراطية، والمؤسساتية. يقدم الفكر الليبرالي، على الرغم من هذه الاختلافات، بعض المفاهيم المحددة والأساسية.
حدد الفيلسوف السياسي جون غراي المسارات المشتركة في الفكر الليبرالي بأنها فردية، ومساوية، ومليورية وكونية. تؤكد الفردية على المكانة الأخلاقية للإنسان في مواجهة ضغوط الجموعية الاجتماعية، وتضمن المساواتية نفس القيمة والمكانة الأخلاقيتين لجميع الأفراد، وتؤكد المليورية على إمكانية تحسين الأجيال المتعاقبة ترتيبها الاجتماعي السياسي، وتضمن الكونية الوحدة الأخلاقية للجنس البشري وتهمش الاختلافات الثقافية المحلية. كانت المليورية موضع جدل كبير، دافع عنه مفكرون كإيمانويل كانت الذي آمن بالتقدم البشري، في حين انتقدها مفكرون كجان جاك روسو، الذي آمن بفشل محاولات الإنسان لتحسين نفسه من خلال التعاون الاجتماعي. ادعى غراي، في وصفه للطبع الليبرالي العام، أنه «استلهم وجوده من الشكوكية، ومن اليقين الإيماني بالوحي الإلهي [….] وزاد من سلطة العقل، كما سعى، في سياقات أخرى، إلى تحجيم ادعاءات العقل».
بحث الفكر الفلسفي الليبرالي عن المصادقة والتسويغ عبر العديد من المشاريع الفكرية. تستند الافتراضات الأخلاقية والسياسية لليبرالية إلى أعراف كالحقوق الطبيعية والنفعية، وذاك رغم لجوء الليبراليين في بعض الأحيان إلى دعم علمي وديني. حدد الباحثون، عبر كل هذه المسارات والأعراف، الجوانب المشتركة الرئيسية للفكر الليبرالي على النحو التالي: الإيمان بالمساواة والحرية الفردية، ودعم الملكية الخاصة والحقوق الفردية، ودعم فكرة الحكم الدستوري المحدود، والاعتراف بأهمية عدد من القيم ذات الصلة كالتعددية والتسامح والاستقلال والسلامة الجسدية موافقة المحكوم.

## أحزاب
أحزاب ليبرالية فقط في منطقة الشرق الأوسط وشمال افريقيا:
- المغرب : التجمع الوطني للأحرار، الاتحاد الدستوري، الحزب المغربي الليبرالي، الحركة الشعبية، رابطة الحريات.
- تونس : الحزب الاجتماعي التحرري- الحزب الليبرالي التونسي.
- مصر : حزب الوفد، حزب الجبهة الديمقراطية، حزب الغد، الحزب الجمهوري الحر، حزب مصر الحرية، حزب المصريين الأحرار،حزب الدستور.
- الجزائر : التجمع الوطني الديمقراطي
- العراق : الوفاق الوطني العراقي، الحزب الوطني الديمقراطي، الحزب الليبرالي الديمقراطي العراقي، حزب الأمة العراقية، الحزب الليبرالي العراقي.
- لبنان : تيار المستقبل حزب الوطنيين الأحرار
- السودان : الحزب الديمقراطي الليبرالي الموحد.
- ليبيا : حزب الليبيين الأحرار٬ تحالف القوى الوطنية

## وصلات خارجية
- مقالة ليبرالية على موسوعة بريتانيكا (بالإنجليزية)
- Liberalism  على موسوعة ستانفورد للفلسفة
- ليبرالية على مشروع الدليل المفتوح
- ليبرالية/معاداة الليبرالية دراسة نقدية (بالإنجليزية)
- دليل دراسة لليبرالية الكلاسيكية (بالإنجليزية)